# Le Pavois
Le Pavois, ou monument aux morts d'Alger, est un monument aux morts construit en 1928 par le sculpteur Paul Landowski. Il se situe à Alger-Centre. Le monument se trouve dans le jardin de l’horloge fleurie. Il est construit en l’honneur de tous les Algérois (habitants d’Alger), les Algériens et les Français morts pendant la Première Guerre mondiale. L’intention du sculpteur était de montrer le lien étroit qui relie les populations d’Afrique et d’Europe.

## Historique
Le concours a été remporté en 1922 par les architectes Maurice Gras et Édouard Monestès, et les sculpteurs Landowski et Charles Bigonet.
En 1978, les autorités demandent au sculpteur M'hamed Issiakhem de reconcevoir le monument pour refléter la réalité post-coloniale. M’Hamed Issiakhem, avec ses collaborateurs (Ali Kerbouche, Moussa Bourdine, Mohamed Nedjar, Mohamed Oulhaci, Abdelkader Tadjer, Mustapha Filali, Youcef Bendaoud, Said Bouarour, Ali Ould Aïssa et Salah Chaïb) décide au lieu de détruire ou de reconstruire le monument de le recouvrir d’un coffrage en béton. Sur la face avant du coffrage, il sculpte deux mains brisant des menottes. En 2012, des fissures apparaissent dans le coffrage, laissant apparaître la sculpture originale.

## Description
Le monument est une immense sculpture en pierre de Mahón reposant sur un socle. À la base, il y avait les noms de 10 000 soldats. Ces noms ont depuis été effacés par les autorités algériennes. Sur le premier piédestal, on peut voir une frise en bas-relief qui semble représenter une scène se passant dans les tranchées. Des barbelés sont présents en arrière-plan. Un groupe de soldats porte un blessé sur un brancard. D'après leurs uniformes, ce sont des soldats algériens combattant pour la France. Toujours au dos du monument, il y a quatre individus. Ce sont en fait une femme et un Européen (au centre), un Arabe à droite et un vieillard à gauche s’appuyant l’un sur l’autre. À l’avant du monument on peut voir trois cavaliers. Ceux-ci tiennent un mort sur un pavois, glorifiant le soldat mort pour la patrie. À droite le personnage est un Arabe, à gauche, un Occidental. Le personnage au milieu, avec les ailes et le bonnet phrygien, est Marianne, allégorie de la liberté et de la France victorieuse. Il y a un parfait parallélisme entre le cheval de l’Arabe et celui de l'Européen. Ceci montre leur égalité. Les deux chevaux aux extrémités ont l’air de se prosterner devant le cheval de Marianne,.